# اليوم العالمي للكتاب
اليوم العالمِي لِلكتاب وحقوق المؤلف هُو اِحتِفال يقام كل عام في 23 أبرِيل / نَيسان، بعد أن قررت اليونسكو منذ عام 1995 الاحتفال بالكتاب ومؤلفي الكتب. يعتبر تاريخ اليوم العالمي للكتاب وحقوق المؤلف، تاريخا رمزيا في عالم الأدب، كونه يوافق ذكرى وفاة عدد من الأدباء العالميين، مثل ميغيل دي ثيربانتس وليم شكسبير، غارثيلاسو دي لا فيغا. وضمن احتفالات منظمة اليونسكو بهذا اليوم، تقوم المنظمة بالتعاون مع منظمات دولية معنية بصناعة الكتب، باختيار مدينة كعاصمة دولية للكتاب.

## اختيار التاريخ
يعتبر 23 نيسان/أبريل تاريخًا رمزيًّا في عالم الأدب العالمي، فهو يصادف ذكرى وفاة عدد من الأدباء المرموقين مثل وليم شكسبير، ميغيل دي سرفانتس والاينكا غارسيلاسو دي لافيغا. وكان من الطبيعي بالتالي أن تخصص اليونسكو يوم 23 نيسان/أبريل لإبراز مكانة المؤلفين وأهمية الكتب على الصعيد العالمي، ولتشجيع الناس عمومًا، والشباب على وجه الخصوص، على اكتشاف متعة القراءة واحترام الإسهامات الفريدة التي قدمها أدباء دفعوا بالتقدم الاجتماعي والثقافي للبشرية إلى الأمام.

## الاحتفال باليوم العالمي للكتاب في أماكن مختلفة من العالم
السويد
يُعرف اليوم العالمي للكتاب بالسويد باسم Världsbokdagen. عادة ما يحتفل به في 23 أبريل، تم نقله إلى 13 أبريل في سنة 2000-2011 لتجنب تصادفه مع عيد الفصح. 
المملكة المتحدة وإيرلندا
في المملكة المتحدة وإيرلندا، يُعتبر اليوم العالمي للكتاب حدثًا ثقافيا في شهر آذار، ويقام سنويًا في أول خميس ويتزامن مع إصدار طبعات خاصة. الاحتفال السنوي في 23 أبريل هو ليلة الكتاب العالمي، وهو حدث تنظمه وكالة القراءة المستقلة.
الولايات المتحدة الأمريكية
في كنسينغتون في لندن بولاية ماريلاند، يتم الاحتفال باليوم العالمي للكتاب بمهرجان الشارع في يوم الأحد الأقرب إلى 26 نيسان. تم إلغاء يوم كنسينغتون السنوي الخامس عشر من مهرجان الكتاب هذا العام بسبب جائحة كورونا.

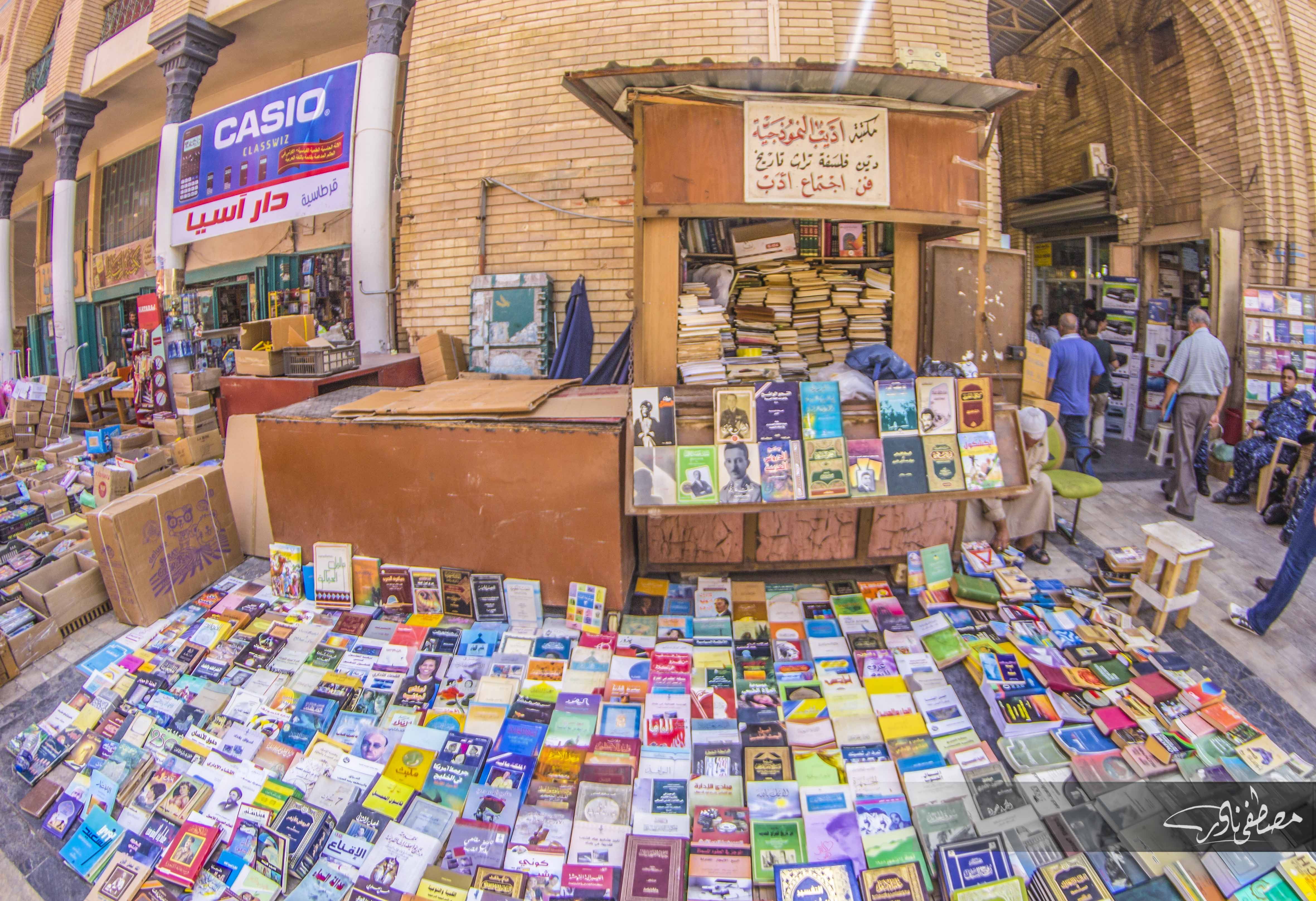

## بغداد بالعراق
يعتبر شارع المتنبي سوقا ثقافيا في مدينة بغداد حيث تباع فيه الكتب، ويوجد فيهِ مطبعة تعود إلى القرن التاسع عشر، كما يحتوي على عدد من المكتبات التي تضم كتباً ومخطوطات نادرة. يحمل منذ عام 1932، اسم الشاعر الشهير أبو الطيب المتنبي (915-965 ميلادية), يعتبر هذا الشارع مكانا للإحتفاء بالقراءة طيلة السنة وخلال الأيام العالمية 

## الإسكندرية والشارقة  عاصمتان عربيتان للكتاب
في سنة 2002 أعلنت منظمة الأمم المتحدة للتربية والثقافة والعلوم (يونسكو) الإسكندرية عاصمة عالمية للكتاب، وهي العاصمة الثانية بعد مدريد الني كانت عاصمة عالمية للكتاب سنة 2001. في 2019 ، أعلنت اليونسكو مدينة الشارقة في الإمارات العربية المتحدة عاصمة عالمية للكتاب، وذلك نظرا للطبيعة الابتكارية والشمولية لترشيحها، فضلا عن برنامج الأنشطة الذي تقدمه والقائم على المجتمع المحلي.
ومند 2001 تم اختيار 25 مدينة عاصمة عالمية للكتاب : مدريد (2001)، والإسكندرية (2002)، ونيودلهي (2003)، وأنتويرب (2004)، ومونتريال (2005)، وتورينو (2006)، وبوغوتا (2007)، وأمستردام (2008)، وبيروت (2009)، وليوبليانا (2010)، وبوينس آيرس (2011)، ويريفان (2012)، وبانكوك (2013)، وبورت هاركورت (2014)، وإنتشون (2015)، وفروتسواف (2016)، وكوناكري (2017)، وأثينا (2018)، والشارقة (2019)، وكوالالمبور (2020)، وتبليسي (2021)، وغوادالاخارا (2022)، وأكرا (2023)، وستراسبورغ (2024)، ريو دي جانيرو (2024) لتكون العاصمة العالمية الخامسة والعشرين للكتاب